# Hypena eucrossa
Hypena eucrossa är en fjärilsart som beskrevs av Fletcher 1961. Hypena eucrossa ingår i släktet Hypena och familjen nattflyn. Inga underarter finns listade i Catalogue of Life.